# Чистово
Чистово е село в Северна България. То се намира в община Златарица, област Велико Търново.

## География
Село Чистово се намира в планински район.